# Meg Foster
Megan "Meg" Foster [mɛɡ ˈfɔstɚ] est une actrice américaine, née le 10 mai 1948 à Reading, en Pennsylvanie (États-Unis).

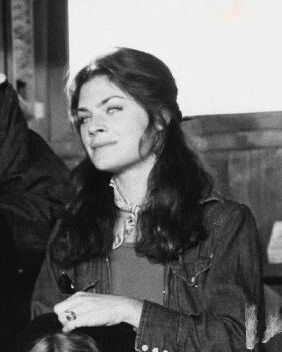
Meg Foster, en 1974.

## Biographie
Meg Foster naît le 10 mai 1948 à Reading, en Pennsylvanie. Elle étudie le théâtre au Neighborhood Playhouse à New York.
En fin des années 1960, elle commence sa carrière à la télévision, en apparaissant dans plusieurs séries télévisées. Elle se fait notamment remarquer par son rôle dans la mini-série The Scarlet Letter (en) (1979). Elle alterne ses rôles entre le petit et le grand écran tout au long de son parcours de comédienne. Elle a interprété le rôle du détective Chris Cagney dans la série Cagney et Lacey, mais a été remplacée au bout de six épisodes par l'actrice Sharon Gless.
Au cinéma, elle a joué dans plusieurs films fantastiques, tournant notamment dans Les Maîtres de l'univers (1987), ou sous la direction de John Carpenter dans Invasion Los Angeles, en 1988. 
Plus récemment, elle est apparue dans The Lords of Salem, de Rob Zombie (2013).
L'une de ses particularités est la couleur de ses yeux, d'un bleu très clair, lui conférant un regard quasi-transparent. Une des raisons pour lesquelles énormément de rôles dans des films fantastiques lui furent proposés.
Elle est mariée avec l'acteur Stephen McHattie.

## Filmographie

### Cinéma

#### Longs métrages
- 1970 : Adam at Six A.M. de Robert Scheerer : Joyce
- 1971 : The Todd Killings de Barry Shear
- 1972 : Thumb Tripping de Quentin Masters : Shay
- 1974 : Welcome to Arrow Beach (en) de Laurence Harvey : Robbin Stanley
- 1978 : A Different Story (en) de Paul Aaron : Stella Cooke
- 1980 : Carny de Robert Kaylor : Gerta
- 1981 : Ticket to Heaven de Ralph L. Thomas : Ingrid
- 1983 : Osterman week-end (The Osterman week-end) de Sam Peckinpah : Ali Tanner
- 1985 : La Forêt d'émeraude (The Emerald Forest) de John Boorman : Jean Markham
- 1986 : The Wind de Nico Mastorakis : Sian Anderson (vidéo)
- 1987 : Les Maîtres de l'univers (Masters of the Universe) de Gary Goddard : Evil-Lyn
- 1986 : Riding Fast de Djordje Milicevic : Sara
- 1988 : Invasion Los Angeles (They Live) de John Carpenter : Holly Thompson
- 1989 : Leviathan de George P. Cosmatos : Martin
- 1989 : Vengeance aveugle (Blind Fury) de Phillip Noyce : Lynn Devereaux
- 1989 : Psycho Killer (Relentless) de William Lustig : Carol Dietz
- 1989 : Le Beau-père 2 (Stepfather II) de Jeff Burr : Carol Grayland
- 1989 : Tripwire de James Lemmo (en) : Julia
- 1990 : Back Stab de Jim Kaufman : Sara Rudnick
- 1990 : Jezebel's Kiss de Harvey Keith : Amanda Faberson
- 1991 : Immunité diplomatique (Diplomatic Immunity) de Peter Maris : Gerta Hermann
- 1991 : Future Kick de Damian Klaus : Nancy
- 1992 : Dead On: Relentless II de Michael Schroeder : Carol Dietz
- 1992 : Shadowchaser de John Eyres (vidéo) : Sarah
- 1993 : Best of the Best 2 de Robert Radler : Sue MacCauley
- 1993 : Hidden Fears de Jean Bodon : Maureen Dietz
- 1994 : Oblivion ( de Sam Irvin : Stell Barr
- 1994 : Shrunken Heads de Richard Elfman : Big Moe
- 1994 : Immortal Combat de Dan Neira : Quinn
- 1994 : Lady In Waiting de Fred Gallo : Carrie
- 1995 : Undercover Heat de Gregory Dark : Mme V
- 1995 : The Killers Within de Paul Leder : Laura Seaton
- 1996 : Oblivion 2: Backlash de Sam Irvin : Stell Barr
- 1996 : Space Marines de John Weidner : Cmdr. Lasser
- 1998 : The Man in the Iron Mask de William Richert : Anne d'Autriche
- 1998 : Spoiler (en) de Jeff Burr : la femme, numéro 1
- 1998 : Lost Valley de Dale G. Bradley : Mary-ann Compton
- 1999 : The Minus Man de Hampton Fancher : Irene
- 2003 : Being with Eddie de Sharmagne Leland-St. John (court métrage) : Elinor
- 2004 : Coming Up Easy de Rebecca A. Rodriguez : la maman
- 2011 : 25 Hill de Corbin Bernsen : Audrey Gibbs
- 2011 : Sebastian de Gregori J. Martin : Gloria
- 2013 : The Lords of Salem de Rob Zombie : Margaret Morgan
- 2016 : 31 de Rob Zombie : Venus Virgo
- 2016 : Three Days in August de Johnathan Brownlee : Maggie
- 2017 : Jeepers Creepers 3 de Victor Salva : Gaylen Brandon
- 2018 : A Reckoning de Justin Lee : Diane Maple
- 2018 : Any Bullet Will Do de Justin Lee : Ma Whitman
- 2018 : Overlord de Julius Avery : la tante de Chloe
- 2019 : Investigation 13 de Krisstian de Lara : Layla Parrish
- 2020 : There's No Such Thing as Vampires de Logan Thomas : la sœur Franck
- 2021 : S2K de Ed Polgardy : Hidai
- 2022 : The Accursed de Kevin Lewis : Mlle Ambrose
- 2022 : Hellblazers de Justin Lee : Mary
- 2022 : Haunted: 333 de Aash Aaron : Momma McDonal

### Télévision

#### Téléfilms
- 1971 : The Death of Me Yet de John Llewellyn Moxey : Alice
- 1973 : Sunshine de Joseph Sargent : Nora
- 1974 : Things in Their Season de James Goldstone : Judy Pines
- 1975 : Promise Him Anything de Edward Parone : Marjorie Sherman
- 1976 : James Dean de Robert Butler : Dizzy Sheridan
- 1977 : Sunshine Christmas de Glenn Jordan : Nora
- 1980 : Dan August: Murder, My Friend de Jerry Jameson et Ralph Senensky : Em Jackson
- 1980 : Guyana Tragedy: The Story of Jim Jones de William A. Graham : Jean Richie
- 1980 : The Legend of Sleepy Hollow de Henning Schellerup : Katrina Van Tassel
- 1983 : Desperate Intruder de Nick Havinga : Joanna Walcott
- 1984 : Best Kept Secrets de Jerrold Freedman : Shari Mitchell
- 1987 : L'ultime voyage (Desperate) de Peter Markle : Dorymae
- 1988 : Betrayal of Silence de Jeff Woolnough : Julie
- 1992 : Disparitions sanglantes (To Catch a Killer) de Eric Till : Linda Carlson (vidéo)
- 1997 : Secrets de famille (Deep Family Secrets) d'Arthur Allan Seidelman : Ellen

#### Séries télévisées
- 1969 : NET Playhouse (en) : Praxithia
- 1970 : Cent filles à marier (Here Come the Brides) : Callie Marsh
- 1970 : The Interns : Sharon
- 1970-1971 : La nouvelle équipe (The Mod Squad) : Cora / Carolyn (2 épisodes)
- 1971 : Storefront Lawyers : Barbara Millett
- 1971 : Bonanza : Evangeline Woodtree
- 1971 : Dan August : Em Jackson (2 épisodes)
- 1971-1974 : Sur la piste du crime (The F.B.I.) : Marcy / Marcy Brown / Paula Taylor (3 épisodes)
- 1972 : Le Jeune Docteur Kildare (Young Dr. Kildare) : Rebecca
- 1972 : Le sixième sens (The Sixth Sense) : Carey Evers
- 1972 : Mannix : Sheila Lynley
- 1972-1973 : Ghost Story : Julie Barnes / Penny Wiseman (2 épisodes)
- 1972-1974 : Médecins d'aujourd'hui (Medical Center) : Carol McKinnon / Cassie (2 épisodes)
- 1973 : The Wide World of Mystery
- 1973 : Cannon : Linda Morrow
- 1973-1974 : Barnaby Jones : Doris Talbot / Glenda / Gina Nelson (3 épisodes)
- 1973-1976 : Hawaï police d'État (Hawaii Five-O) : Nina / Anne Waring (2 épisodes)
- 1974 : L'Homme qui valait trois milliards (The Six Million Dollar Man) : Minonee
- 1975 : Sunshine : Nora (13 épisodes)
- 1975 : Les Rues de San Francisco (The Streets of San Francisco) : Nancy Elizabeth Mellon
- 1975 : Bronk : Margaret Lewis
- 1975 : Three for the Road : Patti Hardy
- 1975 : Baretta : Lola / Stella (2 épisodes)
- 1977 : Intrigues à la Maison Blanche (Washington: Behind Closed Doors) : Jennie Jamison (mini-série)
- 1977 : Police Story : Nancy
- 1979 : The Scarlet Letter (en) : Hester Prynne (mini-série)
- 1982 : Cagney et Lacey (Cagney & Lacey): Détective Chris Cagney (6 épisodes)
- 1985 : La Cinquième Dimension (The Twilight Zone) : Jenny
- 1985-1996 : Arabesque (Murder, She Wrote) : Del Scott / Laura Kerwin
- 1987-1988 : Deux flics à Miami (Miami Vice) : Alice Carson (2 épisodes)
- 1988 : Cosby Show (The Cosby Show) : Dyan
- 1989 : Jack Killian, l'homme au micro (Midnight Caller) : Annie Driscoll
- 1989 : Le Voyageur (The Hitchhiker) : Deirdre
- 1990 : L'Équipée du Poney Express (The Young Riders) : Mary Lou
- 1990-1992 : The Trials of Rosie O'Neill : Deb Grant (3 épisodes)
- 1991 : Shannon's Deal : Eva Melville
- 1992 : La voix du silence (Reasonable Doubts) : Anna Dare
- 1992 : Code Quantum (Quantum Leap) : Laura fuller (3 épisodes)
- 1994 : Dans l'œil de l'espion (Fortune Hunter) : Georgia Appleton
- 1994 : Urgence (ER) : Rose
- 1996 : Star Trek: Deep Space Nine : Onaya
- 1996 : Mr. et Mrs. Smith (Mr. & Mrs. Smith) : Athena
- 1998-1999 : Hercule (Hercules: The Legendary Journeys) : Héra (2 épisodes)
- 1999 : Sliders : Les Mondes parallèles (Sliders) : Margaret Burke
- 2000 : Xena, la guerrière (Xena: Warrior Princess] : Héra (Saison 5, épisode 12 : "L'ennemi des dieux")
- 2013 : Hjem : Mina
- 2013 : Mentalist (The Mentalist) : Judith Saynay
- 2013-2016 : Pretty Little Liars : Carla Grunwald (Saison 4, 3 épisodes; Saison 5, 1 épisode; Saison 7, épisode 9)
- 2013-2014 : Ravenswood : Carla Grunwald (7 épisodes)
- 2015 : The Originals : Josephine Larue (5 épisodes)
- 2016 : Baskets : Thelma (1 épisode)
- 2017 : Twin Peaks : la caissière du casino (saison 3, épisode 3)
- 2019 : A Place Called Hollywood : Beverly Bonds (6 épisodes)